# Elecciones al Parlamento de Navarra de 2023
Las elecciones al Parlamento de Navarra de 2023 se celebraron el domingo 28 de mayo, durante las elecciones autonómicas de dicho año, de acuerdo con el decreto de convocatoria de elecciones dispuesto que se publicó en el Boletín Oficial de Navarra. Se eligieron los 50 diputados de la XI legislatura del Parlamento de Navarra mediante un sistema proporcional (método D'Hondt), sustituyendo los resultados de las elecciones de 2019.

## Candidaturas
A continuación se muestra una lista de los partidos y alianzas electorales que obtuvieron representación en las últimas elecciones al Parlamento de Navarra. Las candidaturas aparecen enumeradas en orden descendente de escaños obtenidos en las anteriores elecciones. A su vez, los partidos, federaciones, coaliciones y agrupaciones que conforman el gobierno en el momento de las elecciones están sombreados en verde claro.
| Candidatura | Candidatura                        | Integrantes                    | Candidato           | Escaños         |
| ----------- | ---------------------------------- | ------------------------------ | ------------------- | --------------- |
|             | Unión del Pueblo Navarro           | UPN                            | Javier Esparza      | 15 Navarra Suma |
|             | Partido Socialista de Navarra-PSOE | PSN-PSOE                       | María Chivite       | 11              |
|             | Geroa Bai                          | GSB-GSV EAJ-PNV Atarrabia      | Uxue Barkos         | 9               |
|             | Euskal Herria Bildu                | EH Bildu                       | Laura Aznal         | 7               |
|             | Contigo Navarra-Zurekin Nafarroa   | Podemos IUN-NEB Batzarre AV VQ | Begoña Alfaro       | 3               |
|             | Ciudadanos                         | Cs                             | Carlos Pérez-Nievas | 3 Navarra Suma  |
|             | Partido Popular                    | PP                             | Javier García       | 2 Navarra Suma  |

## Encuestas
| RTVE/DatosRTVE                              | 22 de mayo de 2023     | -       | 26.0 13    | 20.7 11    | 15.5 8   | 16.1 8    | -     | -     | 6.5 3   | 8.9 5    | 3.6 2   | 1.2 0 | 5.3  |  |  |  |  |  |
| Simple Lógica                               | 28 de abril de 2023    | -       | 21.8 11/12 | 20.1 10/11 | 15.6 8/9 | 16.7 9    | -     | -     | 6.6 3   | 11.9 6   | 3.3 1/2 | 2.0 0 | 1.7  |  |  |  |  |  |
| RTVE/DatosRTVE                              | 12 de abril de 2023    | -       | 27.3 15    | 18.9 10    | 16.4 8   | 16.2 8    | -     | -     | 8.0 3   | 7.0 4    | 3.3 2   | 0.1 0 | 8.4  |  |  |  |  |  |
| electografica/GAD3                          | 27 de marzo de 2023    | -       | 23.1 11/12 | 18.9 10/11 | 16.7 8/9 | 15.1 8/9  | -     | -     | 6.3 3/4 | 11.9 5/6 | 4.4 1/2 | -     | 4.2  |  |  |  |  |  |
| Cadena Ser                                  | 17 de marzo de 2023    | -       | 25.0 13/14 | 23.0 12/13 | 14.0 7/8 | 16.0 8/9  | -     | -     | 6.0 3/4 | 9.0 3/4  | 6.0 1/2 | 1.0 0 | 2.0  |  |  |  |  |  |
| CIS                                         | 2 de diciembre de 2022 | -       | 21.4 10/17 | 26.0 12/19 | 7.8 2/5  | 14.5 8/11 | -     | -     | 7.9 3/7 | 5.9 2/4  | 3.2 0/3 | 2.9 0 | 4.6  |  |  |  |  |  |
|                                             |                        |         |            |            |          |           |       |       |         |          |         |       |      |  |  |  |  |  |
| Elecciones al Parlamento de Navarra de 2019 | 26 de mayo de 2019     | 36.5 20 | -          | 20.6 11    | 17.3 9   | 14.5 7    | 4.7 2 | 3.0 1 | -       | -        | 1.3 0   | -     | 15.9 |  |  |  |  |  |

## Resultados
Los resultados completos se detallan a continuación:
|  | 28.01 % |

|  | 20.69 % |

|  | 17.14 % |

|  | 13.23 % |

|  | 7.28 % |

|  | 6.09 % |

|  | 4.30 % |

|  | 0.53 % |

|  | 0.39 % |

|  | 0.38 % |

|  | 0.18 % |

|  | 96,86 % |

|  | 1,39 % |

|  | 1,75 % |

|  | 64,45 % |

|  | 35,55 % |

| Resultado por partido político | Resultado por partido político | Resultado por partido político | Resultado por partido político |
| ------------------------------ | ------------------------------ | ------------------------------ | ------------------------------ |
|                                |                                |                                |                                |
|                                |                                |                                |                                |

## Diputados electos
|       | UPN       | 1. Marta Álvarez Alonso 2. Ángel Ansa Echegaray 3. Miguel Bujanda Cirauqui 4. Ana María Elizalde Urmeneta 5. José Javier Esparza Abaurrea 6. Raquel Garbayo Berdonces 7. Pedro José González Felipe 8. Yolanda Ibáñez Pérez 9. Iñaki Iriarte López 10. Cristina López Mañero 11. Leticia San Martín Rodríguez 12. Juan Luis Sánchez de Muniáin Lacasia 13. Francisco Javier Trigo Oubiña 14. María Jesús Valdemoros Erro 15. Félix Zapatero Soria |
|       | PSN-PSOE  | 1. Jorge Aguirre Oviedo 2. Ramón Alzórriz Goñi 3. María Aranzazu Biurrun Urpegui 4. María Victoria Chivite Navascués 5. María Olga Chueca Chueca 6. María Teresa Esporrín Las Heras 7. María Inmaculada Jurío Macaya 8. Antonio Javier Lecumberri Urabayen 9. Kevin Lucero Domingues 10. Jesús María Rodríguez Gómez 11. Ainhoa Unzu Garate |
|       | EH Bildu  | 1. Adolfo Araiz Flamarique 2. Javier Arza Porras 3. Laura Aznal Sagasti 4. Domingo González Martínez 5. Aranzazu Izurdiaga Osinaga 6. Irati Jiménez Aragón 7. Eneka Maiz Ulaiar 8. Severiano Txoperena Matxikote 9. Mikel Zabaleta Aramendia |
|       | Geroa Bai | 1. Javier Arakama Urtiaga 2. Mikel Asiain Torres 3. Pablo Azcona Molinet 4. Uxue Barcos Berruezo 5. Unai Hualde Iglesias 6. Blanca Isabel Regúlez Álvarez 7. María Roncesvalles Solana Arana |
|       | PP        | 1. Javier García Jiménez 2. María Irene Royo Ortín 3. María Isabel García Malo |
|       | CN-ZN     | 1. Begoña Alfaro García 2. Carlos Guzmán Pérez 3. Daniel López Córdoba |
|       | Vox       | 1. Emilio Jiménez Román 2. María Teresa Nosti Izquierdo |
| Total | Total     | 50 |

## Elección e investidura de la Presidencia del Gobierno de Navarra
| Candidata                                      | Fecha | Voto | UPN                      | PSN-PSOE                                                 | EH Bildu | Geroa Bai | PP | CN-ZN | Vox | Total |  |   |  |       |
| ---------------------------------------------- | ----- | ---- | ------------------------ | -------------------------------------------------------- | -------- | --------- | -- | ----- | --- | ----- |  | - |  | ----- |
| Candidata                                      | Fecha | Voto | María Chivite (PSN-PSOE) | 14 de agosto de 2023 Mayoría requerida: absoluta (26/50) | Sí       |           | 11 |       | 7   | Total |  | 3 |  | 21/50 |
| No                                             | 15    |      | María Chivite (PSN-PSOE) | 14 de agosto de 2023 Mayoría requerida: absoluta (26/50) |          |           | 3  |       | 2   | 20/50 |  |   |  |       |
| Abst.                                          |       |      | María Chivite (PSN-PSOE) | 14 de agosto de 2023 Mayoría requerida: absoluta (26/50) | 9        |           |    |       |     | 9/50  |  |   |  |       |
|                                                |       |      |                          |                                                          |          |           |    |       |     |       |  |   |  |       |
| 15 de agosto de 2023 Mayoría requerida: simple | Sí    |      | María Chivite (PSN-PSOE) | 11                                                       |          | 7         |    | 3     |     | 21/50 |  |   |  |       |
| 15 de agosto de 2023 Mayoría requerida: simple | No    | 15   | María Chivite (PSN-PSOE) |                                                          |          |           | 3  |       | 2   | 20/50 |  |   |  |       |
| 15 de agosto de 2023 Mayoría requerida: simple | Abst. |      | María Chivite (PSN-PSOE) |                                                          | 9        |           |    |       |     | 9/50  |  |   |  |       |